# Actualite.cd
Actualite.cd est un média numérique de république démocratique du Congo, spécialisé dans l'information politique, sécuritaire et économique. Il a été lancé en 2016 par le Groupe Next Corp.

## Historique
Actualite.cd a été créé à la suite de la fermeture impromptue de Politico.cd, un autre site d'informations politiques en république démocratique du Congo (RDC). Le site a été lancé le 4 août 2016 par le journaliste Patient Ligodi, cofondateur de Politico.cd, traitant principalement de trois rubriques : politique, économie et sécurité.
Actualite.cd a fait l’objet de reportages des médias internationaux et d’un documentaire, il a joué un rôle de premier plan dans la couverture des manifestations politiques, sous le régime de Joseph Kabila, qui ont abouti aux élections législatives et au scrutin présidentiel de 2018 en RDC. Actuellement[Quand ?], le média emploient plus de quarante journalistes couvrant l'actualité à travers le territoire congolais avec son siège social dans la ville de Kinshasa, et est le neuvième site Web le plus visité en république démocratique du Congo selon Alexa Internet.

## Journalistes célèbres
- Patient Ligodi : Prix mondial UNESCO / Guillermo Cano pour la liberté de la presse 2017 et directeur de la station de radio Univers FM [5]
- Pascal Mulegwa : correspondant de RFI et de l'Agence France-Presse en République démocratique du Congo
- Prisca Lokale : Prix JDH 2019 (Prix des journalistes pour les droits de l'homme) [6],[7]
- Stanis Bujakera Tshiamala : Médaille d'or du patriotisme 2019 par la nouvelle dynamique de la société civile [8],[9]
- Ange Kasongo : écrivain et correspondant de RFI et Agence France-Presse, auteur du roman Les Femmes de Pakadjuma